# 仰山文教基金會
財團法人仰山文教基金會設立於1990年3月31日，以清代宜蘭「仰山書院 （页面存档备份，存于）」之美名為稱。由前宜蘭縣長游錫堃以其競選結餘經費，結合宜蘭地區企業與文教人士共同創辦，創立至今，主要推動並參與宜蘭地區文化教育相關工作，如社區營造（包括千人移廟、宜蘭縣社區日曆、宜蘭縣社區營造中心、文建會東區培力中心、農村社區培力、學習型社區等）、地景改造（包括宜蘭厝、搶救宜蘭環境品質聯盟等）、公民社會（包括噶瑪蘭獎、公共論壇、參與宜蘭社區大學設立等），對宜蘭近20年來的文化、教育、社造、公民社會累積的成果，有一定的影響。
仰山基金會成立以來，已辦理過各類文教活動，是宜蘭第一個匯聚民間文教力量的公益組織，在全面關懷鄉土文化的過程中，更以形象清新、經驗豐富，引人注目，普獲讚揚。本會希望透過各類活動，為蘭陽發掘、培育並獎掖人才，保存整理及發揚蘭陽文化，探索蘭陽文教趨勢、研究發展策略，更結合各界力量，從鄉土紮根，為縣民服務，匯聚各界力量，結合政府施政，更新再造，建設宜蘭縣成為健康、美麗、富裕、民主之新社會，2011年起推動綠活台灣有機國為目標，2018年催生台灣首部有機農業促進法 （页面存档备份，存于）。

仰山噶瑪蘭獎
為發掘、培育及獎掖人才，仰山設置了「噶瑪蘭獎」，獎金２０萬元，以表彰對宜蘭有卓越貢獻的個人或團體。迄今已頒發１１屆（第６屆從缺），第１屆得主為設計冬山河親水公園等名聞遐邇的象設計集團 （页面存档备份，存于）宜蘭工務所；第２屆得主為終身奉獻給盲人重建事業的陳五福醫師；第３屆得主為終身投入音樂教育、戲曲保存的張月娥老師；第４屆得主為捍衛蘭陽淨土、堅持不懈的宜蘭縣環境保護聯盟；第５屆得主為全力推展藝術教育，並為宜蘭打開另一扇通往世界之窗的正港宜蘭人秘克琳 （页面存档备份，存于）神父；第７屆得主為不間斷的在宜蘭推展本土語言復建、社區營造、戲劇紮根、文學深耕及創新歌仔戲等工作的黃春明老師；第８屆得主為不斷提攜後輩與奉獻參與蘭陽的藝文發展的王攀元老師；第９屆得主為長期投入日文文獻翻譯與台日交流，協助建構地方研究基礎的李英茂 （页面存档备份，存于）老師；第１０屆得主為終身宣揚心靈教育的王英世牧師；第１１屆得主為致力於鄉土田野調查、宜蘭北管、考古遺址、噶瑪蘭族文化之研究與傳承工作的邱水金老師。

獎掖宜蘭學研究
為保存、整理及發揚蘭陽文化方面，仰山贊助獎勵國內研究生，進行宜蘭相關人文、自然、生態的研究論文，建構宜蘭學，補助了上百篇的博、碩士論文，推動以宜蘭為主體的研究風氣。此外也長期支援各大專院校的蘭友會 （页面存档备份，存于）(宜蘭子弟成立各大專院校同學會)，在全國各大學校園內，辦理「蘭陽週」活動，建立宜蘭人自信心與尊嚴。

倡議社區總體營造
仰山過去與未來都不能自外於台灣整體環境的制約與發展。為了社會的生機，仰山從地方入手，參與社區總體營造運動，譬如在１９９７年９月，策劃參與了轟動一時的「千人移廟二結埕」活動， 自２００１年開始，為了延續上述的在地紮根社區總體營造工作，仰山擴大了社區營造的輔導與創意機制，２００１年仰山及文化局與１２個社區共同編印「宜蘭縣社區日曆」。計畫以社區擾動為目標，編撰社區日曆為策略，以一個社區負責編輯一個月份的日曆內容，日曆呈現出各社區豐富的宗教、民俗、建築、人文、聚落、自然景觀及地方產業等特色，並增加了宜蘭俗諺、廟會祭典等有趣資料，並且透過鄉土學習，學會珍惜、開發運用自己社區的資源，積極營造新的社區、新的故鄉。

催生「台灣第一部有機農業法」建立有機國
催生「台灣第一部有機農業法」，係指推動「有機農業促進條例」立法；「有機農業促進條例草案」乃是仰山文教基金會以「綠活台灣」為願景推動台灣農業轉型，邀集國內產官學研各界人士，參考日韓菲等國制度所研擬之法律草案。百年來的慣行農業與其衍生事業不但斲傷國土，也因化學物品之濫用而 危及人類身心與環境健康，因此有必要轉型有機農業來加以框正。而由慣行轉作有機農法，需要五到十年的時間，農地才得全面活化。 慣行農業高度依賴石化原料，若待石油價格高漲，高肥價、高藥價與高 穀價成為常態才思轉型，全國將面臨五到十年嚴重缺糧的荒亂時期，國本之動搖難以避免。台灣欲由慣行農業轉型為有機農業，不但需舉全國之力，也須政府於法有據方能竟功，因此本會積極推動「有機農業促進法」之制定，終在2018年5月總統公布「有機農業促進法 （页面存档备份，存于）」，以完成農業轉型，讓台灣成為有機國為目標。

## 仰山空間
會址位於宜蘭縣宜蘭市縣政六街68巷47號，稱為「仰山空間」，除辦公使用外，並提供作為NPO、青年、社區活動等使用。

## 仰山組織
第一任董事長為陳五福醫師，第二任至第七任董事長為李添財先生，現任董事長為莊秀梅女士。
仰山組織分為董事會、企劃委員會、基金發展委員會、秘書處，與仰山志工學會、仰山合唱團、仰山童學會、仰山讀書會等會屬團體。

## 連結
- 仰山文教基金會（页面存档备份，存于）
- 仰山文教基金會的Facebook專頁